# Sha (mitologia egípcia)

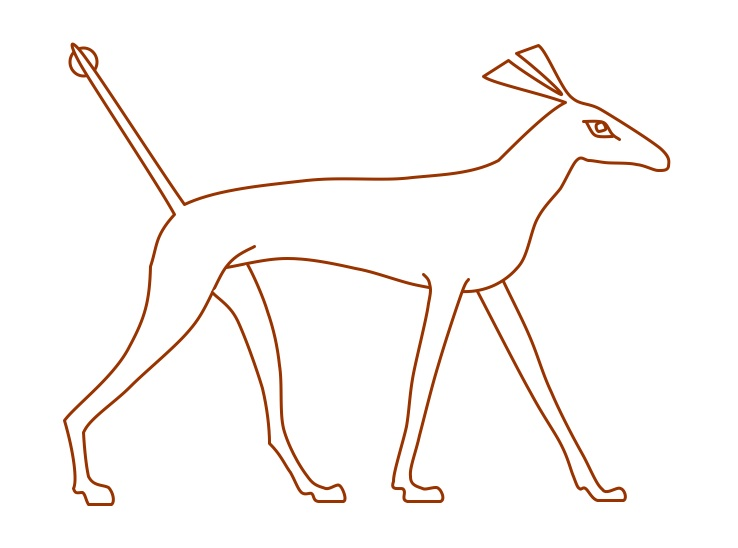
Sha

Na arte do antigo Egito, o animal que representa Seti, ou sha, é o animal totêmico do deus Seti. Como Seti foi identificado com o grego Tifão, o animal também é conhecido como animal ou besta tifônica.
Ao contrário de outros animais, a forma animal de Seti não é facilmente identificável no mundo animal moderno. Hoje, há um acordo geral entre os egiptólogos de que nunca foi uma criatura real e existia apenas na imaginação egípcia antiga. Nos últimos anos, houve muitas tentativas de zoólogos para encontrar a forma animal de Seti na natureza. Apesar de o animal não ser atualmente desconhecido, ele tinha muito significado para os egípcios. A forma animal de Seti é um dos determinativos animais frequentemente demonstrados.
O uso linguístico dos hieróglifos que representam o sha na língua egípcia é o determinativo para as palavras que retratam "itens do caos", ou palavras relacionadas a "sofrimento, violência, perturbação" e também para "tempestades violentas" da atmosfera.

## Teoria da Conspiração
Há teorias fantásticas de que este espécime que chamamos de Sha, ou Sawa, o animal de Set, foi o resultado da manipulação genética dos povos da Atlântida. Esses animais teriam vindo para o Egito com os sobreviventes de Atlântida. E eram tão poderosos que o "primitivo" povo egípcio prestou homenagem aos "poderes" do animal o personificando na cabeça de Set. Não eram nem cachorro, nem gato, nem réptil.
Eles eram animais muito esguios. Suas antenas eram longas e finas, a cauda se dividia em duas. Eles podiam ser bem coloridos e tinham a pele escamosa. Assim como os felinos, eles tinham capacidades telepáticas e sensibilidade apuradas. E também por isso eram assustadoramente ágeis... Era tradição cortar as antenas para torná-los mais domesticados. Eles só obedeciam a seres altamente evoluídos nas capacidades extra sensoriais. Um desses animais sozinho poderia levar uma tropa inteira para o caixão. No início eram usados principalmente para proteção e vigilância da linhagem atlante. Com a degeneração da raça, houve um momento que ninguém era mais capaz de controlá-los e eles foram caçados como bestas das trevas.